# Естремадура (футбольний клуб, 1924)
«Естремадура» (ісп. CF Extremadura) — колишній іспанський футбольний клуб з міста Альмендралехо, в провінції Бадахос в автономному співтоваристві Естремадура, заснований 1924 року. Домашні матчі проводив на стадіоні «Франсіско де ла Ера», що вміщає 12 580 глядачів. 
Найкращим результатом клубу за всю історію було 17-те місце в Прімері у сезоні 1998/99. «Естремадура» була розформована перед сезоном 2010/11, коли президент клубу і його головний акціонер Педро Ньєто відмовився далі утримувати команду через борг в 6 мільйонів євро, а другий співвласник клубу — мерія Альмендралехо також відмовилася оплачувати рахунки, приділивши увагу новому клубу міста, створеному в 2007 році.

## Історія
Майже тридцять років з моменту заснування (з 1924 по 1952 роки) «Естремадура» провела у нижчих регіональних лігах. У 1952 році відбувся дебют у третьому іспанському дивізіоні Терсері, а вже у 1954 році команда заслужила підвищення до іспанської Сегунди, де протрималася до 1961 року. Після цього кілька десятиліть «Естремадура» провела в блуканнях між третім дивізіоном і регіональною лігою.
Становище почало поліпшуватися лише в кінці 80-х років, коли клуб домігся права виступати в нещодавно створеній Сегунді Б, а в 1994, через 34 роки, клуб повернувся в Сегунду. Сезон 1995/96 прийнято вважати одним з найбільш успішних в історії футболу провінції Естремадура. Команда міста Альмендралехо фінішувала п'ятою в Сегунді, однак дублюючий склад мадридського «Реала», що посів четверте місце не міг вийти Прімеру через регламент. Таким чином «Естремадура» отримала право грати стикові матчі за вихід у найвищий футбольний дивізіон Іспанії. У вирішальному двоматчевому протистоянні «Естремадура» обіграла «Альбасете» з сумарним рахунком 2-0 і вперше в історії вийшла до вищого іспанського дивізіону.
Перший після підвищення сезон у «Естремадури» катастрофічно не задався. Перші сім зустрічей завершилися поразками, а після дев'ятнадцяти матчів у графі Перемоги значився лише один успіх над «Реалом» з Сарагоси з рахунком 2:1. Однак у другому колі першості футболісти змогли злегка поліпшити показники і, після закінчення сезону, клуб був лише в одній сходинці від збереження прописки у вищому дивізіоні.
Наступний сезон для клубу, що повернувся в Сегунду, ознаменувався приходом у команду нового тренера Рафаеля Бенітеса. У дебютному для себе сезоні Бенітес з командою зайняв друге місце в Сегунді, і в 1998 році клуб повернувся у Прімеру.
Другий сезон у вищій лізі для «Естремадури» вийшов суперечливим. Маючи один із найбільш скромних бюджетів серед клубів Ла Ліги з самого початку прирікав команду боротися за виживання. До кінця сезону клуб йшов на рятівній сходинці першості, однак, програвши у вирішальній битві клубу «Райо Вальєкано» з рахунком 0:2, знову опинився в Сегунді. У 1999 році Рафаель Бенітес покинув «Естремадуру».
Наступні 2 сезони клуб перебував у числі середняків Сегунди посідаючи 8-е і 11-е місце відповідно. Гнітюче фінансове становище не дозволяло розраховувати на щось більше. У сезоні 2001/02 «Естремадура» зайняла 21 місце і опустилась в Сегунду Б.
Там, аж до 2006 року робились відчайдушні спроби впоратися ігровою і адміністративною кризами, що охопили команду.
У сезоні 2006/07 «Естремадура» посіла 16 місце і вперше з 1990 року опустилась в Терсеру. Однак через фінансовий скандал, викликаний шестимісячною затримкою заробітної плати гравцям, мільйонної заборгованості та відмови президента клубу Педро Ньєто виплачувати 600 000 євро для збереження прописки в Терсері, Іспанська федерація футболу ухвалила рішення про переведення «Естремадури» у регіональну лігу.
З 2007 року «Естремадура» виступала в регіональній лізі, балансуючи на грані вильоту. Фінансова заборгованість команди становила близько 6 мільйонів євро, що безперечно було важким тягарем для команди п'ятого за значущістю іспанського футбольного дивізіону. Того ж року був заснований новий клуб зі схожою назвою і емблемою — «Естремадура УД». Старий же клуб після вильоту у шосту лігу 2010 року був розформований мерією Альмендралехо — своїм основним акціонером.

## Стадіон
12 жовтня 1951 року «Естремадура» матчем з «Севільєю» дебютувала на своєму новому стадіоні «Франсіско де ла Ера». Стадіон залишався незмінним до 1996 року, коли старий стадіон був повністю зруйнований, а на його місці зведено новий місткістю 11 580 глядачів, що цілком достатньо для міста Альмендралехо з населенням близько 30 тисяч жителів.

## Статистика виступів
| Сезон   | Ліга        | Місце |
| ------- | ----------- | ----- |
| 1952/53 | Терсера     | 3     |
| 1953/54 | Терсера     | 1     |
| 1954/55 | Сегунда     | 11    |
| 1955/56 | Сегунда     | 7     |
| 1956/57 | Сегунда     | 9     |
| 1957/58 | Сегунда     | 9     |
| 1958/59 | Сегунда     | 5     |
| 1959/60 | Сегунда     | 12    |
| 1960/61 | Сегунда     | 15    |
| 1961/62 | Терсера     | 4     |
| 1962/63 | Терсера     | 6     |
| 1963/64 | Терсера     | 2     |
| 1964/65 | Терсера     | 8     |
| 1965/66 | Терсера     | 1     |
| 1966/67 | Терсера     | 3     |
| 1967/68 | Терсера     | 6     |
| 1968/69 | Терсера     | 15    |
| 1969/70 | Терсера     | 15    |
| 1970/71 | Регіональні | --    |
| 1971/72 | Регіональні | --    |

| Сезон   | Ліга        | Місце |
| ------- | ----------- | ----- |
| 1972/73 | Терсера     | 18    |
| 1973/74 | Регіональні | --    |
| 1974/75 | Терсера     | 19    |
| 1975/76 | Регіональні | --    |
| 1976/77 | Регіональні | --    |
| 1977/78 | Терсера     | 6     |
| 1978/79 | Терсера     | 16    |
| 1979/80 | Терсера     | 13    |
| 1980/81 | Терсера     | 11    |
| 1981/82 | Терсера     | 13    |
| 1982/83 | Терсера     | 13    |
| 1983/84 | Терсера     | 4     |
| 1984/85 | Терсера     | 2     |
| 1985/86 | Терсера     | 5     |
| 1986/87 | Терсера     | 4     |
| 1987/88 | Терсера     | 3     |
| 1988/89 | Терсера     | 2     |
| 1989/90 | Терсера     | 1     |
| 1990/91 | Сегунда Б   | 14    |
| 1991/92 | Сегунда Б   | 3     |

| Сезон   | Ліга        | Місце |
| ------- | ----------- | ----- |
| 1992/93 | Сегунда Б   | 6     |
| 1993/94 | Сегунда Б   | 1     |
| 1994/95 | Сегунда     | 15    |
| 1995/96 | Сегунда     | 5     |
| 1996/97 | Ла-Ліга     | 19    |
| 1997/98 | Сегунда     | 2     |
| 1998/99 | Ла-Ліга     | 17    |
| 1999/00 | Сегунда     | 8th   |
| 2000/01 | Сегунда     | 11    |
| 2001/02 | Сегунда     | 21    |
| 2002/03 | Сегунда Б   | 5     |
| 2003/04 | Сегунда Б   | 13    |
| 2004/05 | Сегунда Б   | 10    |
| 2005/06 | Сегунда Б   | 11    |
| 2006/07 | Сегунда Б   | 16    |
| 2007/08 | Регіональні | 17    |
| 2008/09 | Регіональні | 17    |
| 2009/10 | Регіональні | 19    |

Загалом:
- Прімера — 2 сезону
- Сегунда — 13 сезонів
- Сегунда Б — 9 сезонів
- Терсера — 26 сезонів
- Регіональні ліги — 8 сезонів

## Досягнення
- Сегунда Б
  - Переможець 1993/94
- Терсера
  - Переможець (3): 1953/54, 1965/66, 1989/90

## Відомі гравці
- Хосе Басуальдо
- Карлос Дуре
- Ронні Гасперчич
- Реналдо
- Раймон Калла
- Карлос Наварро Монтоя
- Ахмед Уаттара
- Іван Сарандона
- Віргіліо Феррейра
- Кіке Естебаранс
- Кіко

## Відомі тренери
- Рафаель Бенітес
- Франсіско